# Épinay-sous-Sénart
Épinay-sous-Sénart  [epinɛ su senaʁ] je francouzská obec v departementu Essonne v regionu Île-de-France. Leží 21 kilometrů jihovýchodně od Paříže.

## Jméno obce
Jméno pochází z latinského spina ve významu trnité keře.

## Geografie
Sousední obce: Brunoy, Mandres-les-Roses, Boussy-Saint-Antoine, Soisy-sur-Seine a Quincy-sous-Sénart.
Obcí protéká řeka Yerres.

## Památky
- viadukt z roku 1848

## Vývoj počtu obyvatel
Počet obyvatel

## Osobnosti obce
- Paul-Romain Chaperon, inženýr

## Vzdělávání
Obec má 6 základních škol, lyceum a kolej.

## Doprava
Obec je dostupná autobusy a RER D.

## Partnerská města
- Espinho
- Isernhagen
- Peacehaven
- Reigate
- Wittlich